# Ugolino de' Presbiteri
Ugolino dei Presbiteri (o del Prete) (Bologna, fine XII secolo – Bologna, 1233 circa) è stato un giurista italiano studioso di diritto civile.

## Biografia
Studiò con Giovanni Bassiano e fu maestro di importanti giuristi come Roffredo Epifani, Odofredo dei Denarii e Iacopo d'Ardizzone. 
Fu autore di diverse glosse al Codice giustinianeo quali i "Tres libri" e le "Istituzioni" e di altri lavori esegetici sul corpus iuris civilis, fra i quali le "Quaestiones disputatae Insolubilia". 
Autore di alcuni commenti alla Lectura Codicis e alla Summa digestorum di Azzone.
Sotto il suo nome ha preso corpo la Dissensiones dominorum dalla scuola di Azzone. Non ci sono prove che l'aggregazione dei Libri feudorum al corpus iuris sia opera sua.

## Opere

### Manoscritti
- Insolubilia, XIII-XIV secolo, Edinburgh, National Library of Scotland, Manuscripts, MS 9740.